# انجیرمرغ
انجیرمرغ (نام علمی: Sphecotheres) نام یک سرده از تیره پری‌شاهرخان است. این پرندگان در جنگل‌های شمال و شرق استرالیا، پاپوآ گینه نو، جزایر سوندای کوچک، و جزایر کای در اندونزی همچنین جزایر تیمور و روتی زندگی می‌کنند.

## گونه‌ها
اعضای سردهٔ انجیرمرغ عبارتند از:
- انجیرمرغ سبز، Sphecotheres viridis
- انجیرمرغ وتار، Sphecotheres hypoleucus
- انجیرمرغ استرالیایی، Sphecotheres vieilloti
  - انجیرمرغ زرد، Sphecotheres (vieilloti) flaviventris
  - انجیرمرغ سبز/جنوبی، Sphecotheres (vieilloti) vieilloti